# Michael Dante DiMartino
Michael Dante DiMartino (Vermont, 18 de julio de 1974) es un animador, productor, guionista y director de animación estadounidense. Es conocido, junto con Bryan Konietzko, por ser el creador y productor ejecutivo de las series de animación Avatar: La leyenda de Aang y La leyenda de Korra ambas de Nickelodeon.

## Biografía
DiMartino nació en Shelburne, Vermont.Se graduó en la Escuela de Diseño de Rhode Island en 1996, donde se especializó en animación.Allí conoció a Bryan Konietzko, con quien creó Avatar, mientras estudiaban en la universidad. Antes de Avatar, Michael trabajó en la productora Film Roman, donde colaboró en la dirección de El rey de la colina, Padre de Familia, y Mission Hill además de su propio cortometraje animado, Atomic Love, que se proyectó en varios festivales de cine de alto nivel. La dedicatoria a la memoria de su padre puede verse en el penúltimo episodio de Avatar: The Last Airbender. En una entrevista de 2010, la presidenta de Nickelodeon, Cyma Zarghami, confirmó que DiMartino y Konietzko estaban desarrollando una nueva serie spin-off  para la cadena, llamada La leyenda de Korra. La serie se estrenó el 14 de abril de 2012, con 12 episodios para el primer libro «Aire» y 14 para el segundo libro «Espíritus», que se estrenó el 13 de septiembre de 2013, con 2,60 millones de espectadores en Estados Unidos, y luego el tercer libro «Cambio» y el cuarto y último libro «Equilibrio», de 13 episodios cada uno.
El 4 de octubre de 2016, DiMartino lanzó una nueva novela original, Rebel Genius. La historia presenta a un protagonista de 12 años, Giacomo, que descubre que tiene un «Genio» mágico, la encarnación viviente del espíritu creativo de un artista, en un mundo donde la expresión artística está proscrita.
En septiembre de 2018, se anunció que Konietzko y DiMartino actuarían como productores ejecutivos y showrunners de la serie de adaptación de acción real de Netflix de Avatar: The Last Airbender. El 12 de agosto de 2020, Konietzko y DiMartino revelaron en las redes sociales que ambos habían abandonado la serie debido a diferencias creativas con el equipo de Netflix.
En febrero de 2021, ViacomCBS anunció la formación de Avatar Studios, una división de Nickelodeon centrada en el desarrollo de nuevas series y películas de animación ambientadas en el mismo universo que Avatar: The Last Airbender y The Legend of Korra, con DiMartino y Konietzko al frente del estudio como codirectores creativos bajo las órdenes de la presidenta de Nickelodeon Animation Studio, Ramsey Ann Naito. El primer proyecto del estudio es una película de animación cuyo estreno está previsto para el 20 de enero de 2026.

## Filmografía
- El rey de la colina (1997-2010)
- Padre de Familia (1999-presente)
- Mission Hill (1999-

2002)
- Amor Atómico (2003) (Cortometraje)
- Avatar: La leyenda de Aang (2005-2008)
- The Last Airbender (2010) (Basada en su serie animada)
- La Leyenda de Korra (2012 - 2014)
- Adventures in Wonder Park (2021) Episodio piloto.